# Малиновый блестящий попугай
Малиновый блестящий попугай (лат. Prosopeia splendens) — птица отряда попугаеобразных.

## Внешний вид
Длина тела 45 см. Оперение яркое. Голова, грудь и живот тёмно-красные. Спина, крылья и длинный хвост зелёные; крылья с синеватым оттенком.

## Распространение
Обитает на острове Кандаву (Фиджи).

## Образ жизни
Населяет леса, а с недавнего времени сады и сельскохозяйственные угодья. Питаются семенами и плодами.

## Размножение
Гнездится, предположительно, в дуплах.

## Угрозы и охрана
Из-за потери естественной среды обитания и браконьерства, численность сокращается.